# Evangelische Pfarrkirche Timelkam

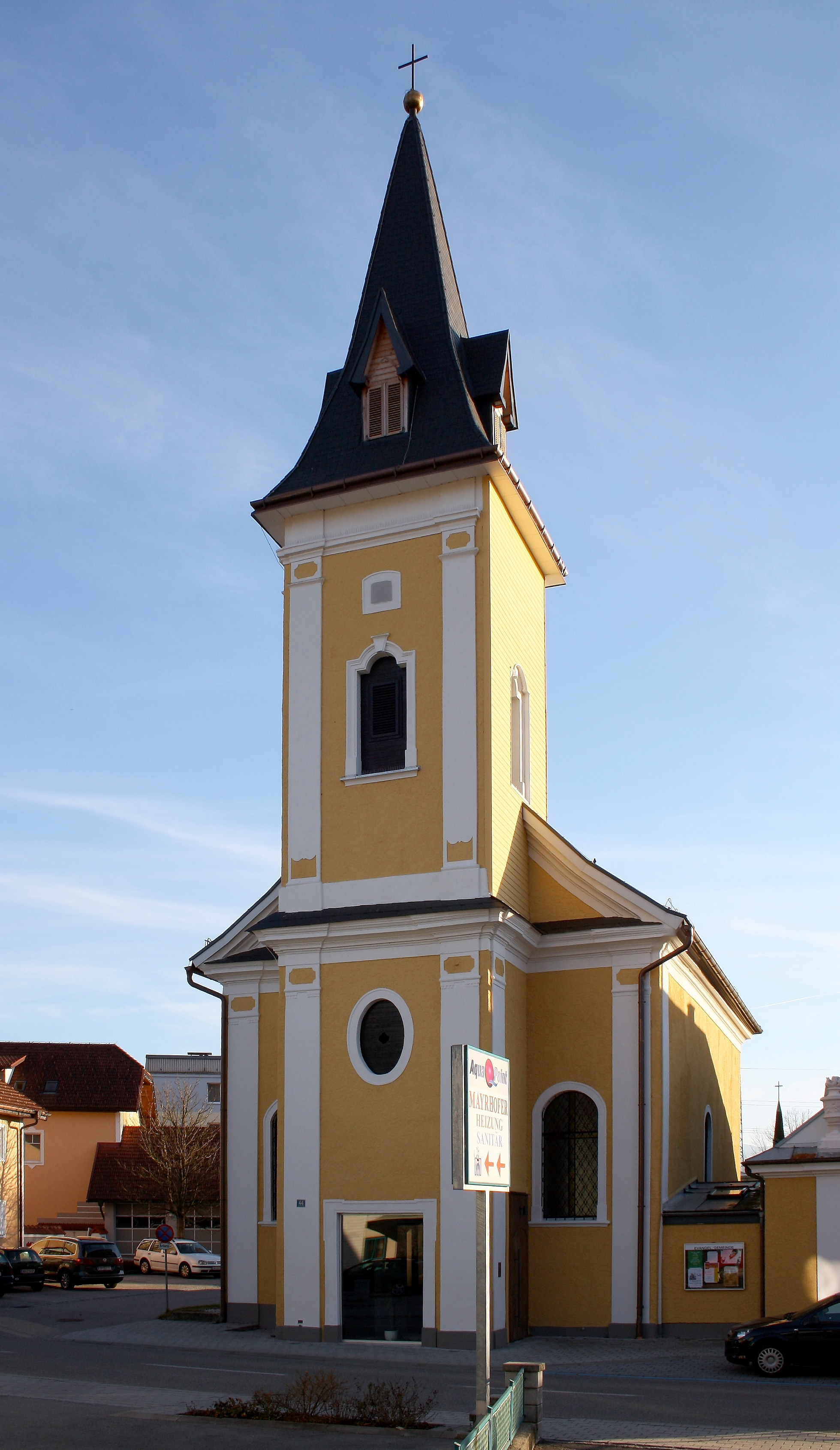
Evang. Pfarrkirche in Timelkam

Die Evangelische Pfarrkirche Timelkam steht im Ort Timelkam in der Marktgemeinde Timelkam im Bezirk Vöcklabruck in Oberösterreich. Die Pfarrkirche gehört zur Evangelischen Superintendentur A. B. Oberösterreich. Die Kirche steht unter Denkmalschutz.

## Geschichte
Die Kirche hl. Johannes Nepomuk wurde 1733 als katholische Privatkirche errichtet. 1735 wurde sie als Filialkirche von Oberthalheim durch Fürstbischof Josef Graf von Lamberg dem hl. Johannes Nepomuk geweiht. Im Jahr 1950 gelangte die katholische Pfarre Oberthalheim in den Besitz der Kirche. 1951 wurden die Pfarrrechte ebenfalls nach Timelkam übertragen und die Kirche zur katholischen Pfarrkirche erhoben. Durch den Neubau der Katholischen Pfarrkirche Timelkam konnte die evangelische Pfarrgemeinde die Johannes-Kirche anmieten und ab 1969 Gottesdienste halten.
Seit August 1980 ist die evangelische Pfarrgemeinde A.B. Timelkam Besitzer der Kirche. Das Kirchengebäude ist weiterhin als Johannes-Kirche bekannt.
Das Altarbild vom Maler Altomonte verblieb weiterhin im Besitz der katholischen Pfarre. Im Jahr 2009 hat die evangelische Pfarre die Kirche umfassend renoviert.

## Architektur
Die Saalkirche mit einem halb eingestellten Turm hat einen eingezogenen halbkreisförmigen Chor. Das Portal ist einfach gehalten und aus Sandstein. Die Fenster des Kirchenschiffs sind einfache Bogenfenster.

## Ausstattung
Der Hochaltar aus dem Jahre 1733 wurde 1956 restauriert. Er zeigt ein Altarbild von Martin Altomonte und trägt Statuen. Das schmiedeeiserne Perspektivgitter ist aus dem 19. Jahrhundert. Die Orgel mit sechs Registern befindet sich auf der Empore über dem Eingang und stammt von Mauracher.